# غمون

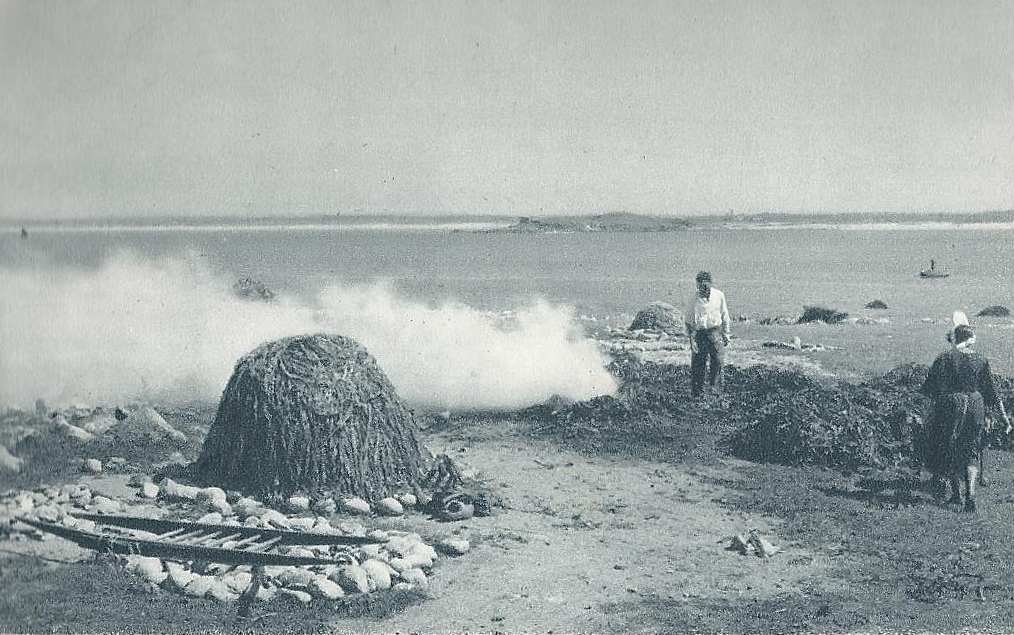
مواقد الطحالب البحرية في خليج برطانية عام 1944

الغَمون أو سماد الألغ هو الألغ (أي الطحالب) على اختلاف أنواعه، يترك بعض الوقت إلى أن تغسله الأمطار وتسرب ملحه ثم يكدس من جديد إلى أن يختمر فيستعمل استعمال السماد العضوي.